# رملس
رملس (به آلمانی: Remmels) یک شهر در آلمان است که در Mittelholstein واقع شده‌است. رملس ۴۱۹ نفر جمعیت دارد.